# Ocoyoacac

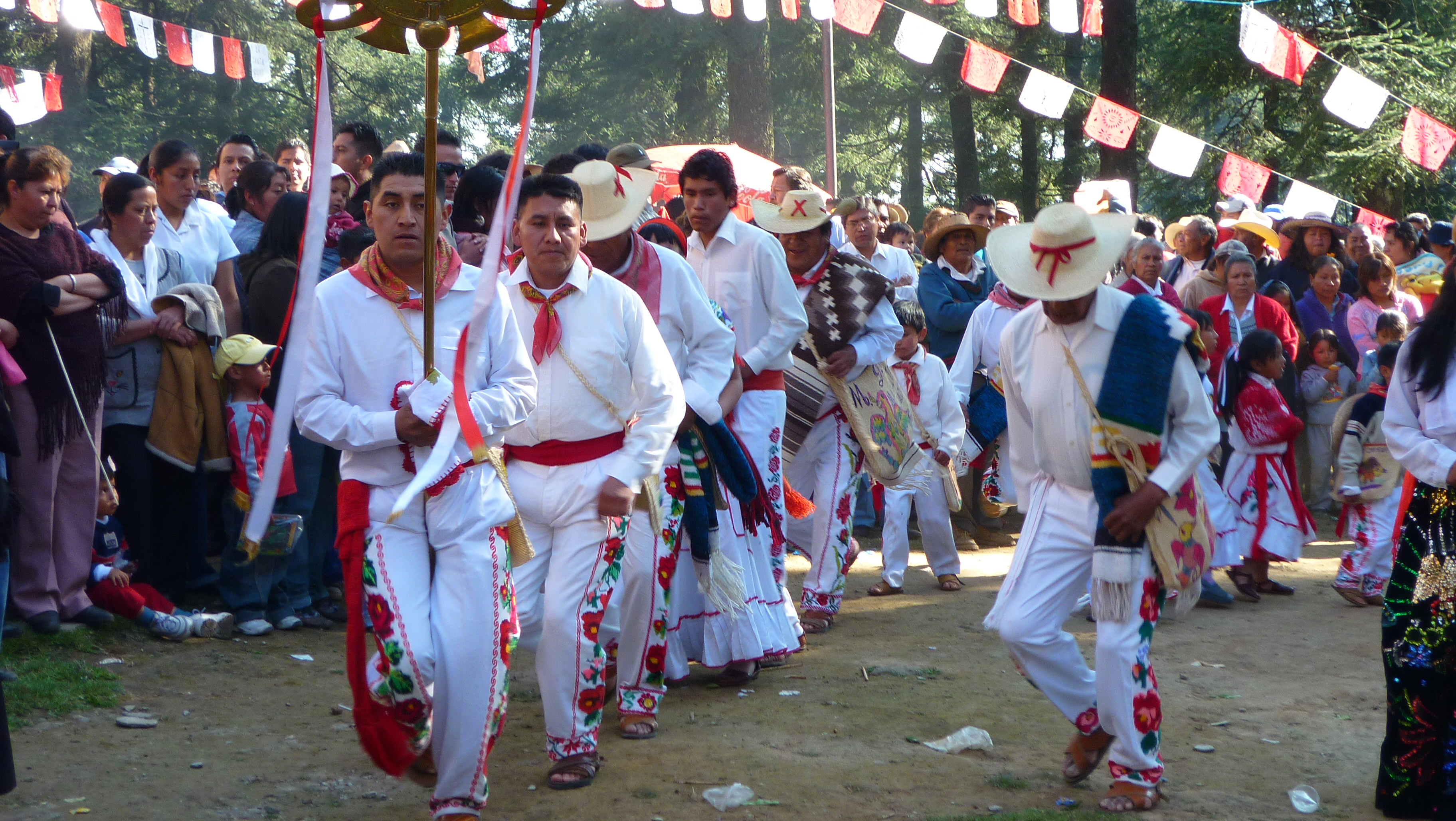
"Danza de los Arrieros" em San Jeronimo Acazulco.

Ocoyoacac é uma cidade e município no Estado do México no México. O município ocupa uma área de 134,71 km ². É um dos dezessete municípios que fronteira Cidade do México. Faz fronteira bairro ocidental do Distrito Federal de Cuajimalpa.
Segundo o censo de 2010, o município tinha uma população total de 61 805 habitantes.